# Sadri
Sadri est une ville du district de Pali, dans l’État du Rajasthan, en Inde. Sa population est de 27 394 habitants en 2011.